# Луїс-Бул 138B
Луїс-Бул 138B (англ. Louis Bull 138B) — індіанська резервація в Канаді, у провінції Альберта, у межах муніципального району Ветасківін № 10.

## Населення
За даними перепису 2016 року, індіанська резервація нараховувала 1177 осіб, показавши скорочення на 10,1%, порівняно з 2011-м роком. Середня густина населення становила 37,3 осіб/км².
З офіційних мов обидвома одночасно не володів жоден з жителів, тільки англійською — 1 180. Усього 215 осіб вважали рідною мовою не одну з офіційних, з них 210 — одну з корінних мов.
Працездатне населення становило 39,8% усього населення, рівень безробіття — 30,2%.
Середній дохід на особу становив $19 230 (медіана $14 944), при цьому для чоловіків — $17 564, а для жінок $20 672 (медіани — $11 720 та $17 024 відповідно).
15% мешканців мали закінчену шкільну освіту, не мали закінченої шкільної освіти — 55,6%, 28,6% мали післяшкільну освіту, з яких 5,3% мали диплом бакалавра, або вищий.
| Статево-вікова структура населення | Статево-вікова структура населення | Статево-вікова структура населення | Статево-вікова структура населення | Статево-вікова структура населення |
| ---------------------------------- | ---------------------------------- | ---------------------------------- | ---------------------------------- | ---------------------------------- |
|                                    |                                    |                                    |                                    |                                    |
| Всього                             | Всього                             | 51,1%48,9%                         |                                    |                                    |
| 0 — 14 років                       | 0 — 14 років                       |                                    | 43,6%                              | 43,6%                              |
| 15 — 64 років                      | 15 — 64 років                      |                                    | 54,7%                              | 54,7%                              |
| 65 і більше                        | 65 і більше                        |                                    | 1,7%                               | 1,7%                               |
| Середній вік (років)               | Середній вік (років)               | 22,8                               | 22,8                               | 22,8                               |
| Медіана (років)                    | Медіана (років)                    | 17,218,6                           | 18,0                               | 18,0                               |
| — чоловіки — жінки                 |                                    |                                    |                                    |                                    |

| Походження мешканців:     | Походження мешканців:     | Походження мешканців: | Походження мешканців: | Походження мешканців: |
| ------------------------- | ------------------------- | --------------------- | --------------------- | --------------------- |
| Походження                |                           |                       | осіб                  | %                     |
| Корінні американці        | Корінні американці        |                       | 1 165                 | 99.15%                |
| Інше північноамериканське | Інше північноамериканське |                       | 0                     | 0%                    |
| Європейське               | Європейське               |                       | 60                    | 5.11%                 |
| британське                | британське                |                       | 45                    | 3.83%                 |
| французьке                | французьке                |                       | 20                    | 1.7%                  |

## Клімат
Середня річна температура становить 2,7°C, середня максимальна – 20,7°C, а середня мінімальна – -19°C. Середня річна кількість опадів – 505 мм.
| Клімат поселення                              | Клімат поселення | Клімат поселення | Клімат поселення | Клімат поселення | Клімат поселення | Клімат поселення | Клімат поселення | Клімат поселення | Клімат поселення | Клімат поселення | Клімат поселення | Клімат поселення | Клімат поселення |
| Показник                                      | Січ.             | Лют.             | Бер.             | Квіт.            | Трав.            | Черв.            | Лип.             | Серп.            | Вер.             | Жовт.            | Лист.            | Груд.            |                  |
| Середній максимум, °C                         | −6,05            | −2,99            | 1,98             | 10,27            | 16,20            | 20,18            | 20,67            | 20,15            | 15,15            | 9,90             | 0,65             | −4,99            |                  |
| Середня температура, °C                       | −12,5            | −9,46            | −4,5             | 3,82             | 9,74             | 13,72            | 15,70            | 15,14            | 10,15            | 4,89             | −4,35            | −9,98            |                  |
| Середній мінімум, °C                          | −18,98           | −15,92           | −10,96           | −2,66            | 3,29             | 7,26             | 10,70            | 10,15            | 5,16             | −0,12            | −9,36            | −14,98           |                  |
| Норма опадів, мм                              | 25               | 18               | 24               | 30               | 53               | 83               | 100              | 63               | 46               | 25               | 22               | 16               |                  |
| Середньомісячна швидкість вітру, м/с          | 3.31             | 3.34             | 3.50             | 3.75             | 3.80             | 3.42             | 3.10             | 2.92             | 3.20             | 3.44             | 3.44             | 3.42             |                  |
| Середньомісячна сонячна радіація, кДж/м²·день | 3605             | 7124             | 12293            | 17358            | 20573            | 21969            | 22418            | 18853            | 12898            | 7717             | 3948             | 2717             |                  |
| --------------------------------------------- | ---------------- | ---------------- | ---------------- | ---------------- | ---------------- | ---------------- | ---------------- | ---------------- | ---------------- | ---------------- | ---------------- | ---------------- | ---------------- |
| Джерело:                                      |                  |                  |                  |                  |                  |                  |                  |                  |                  |                  |                  |                  |                  |